# Základní poledník

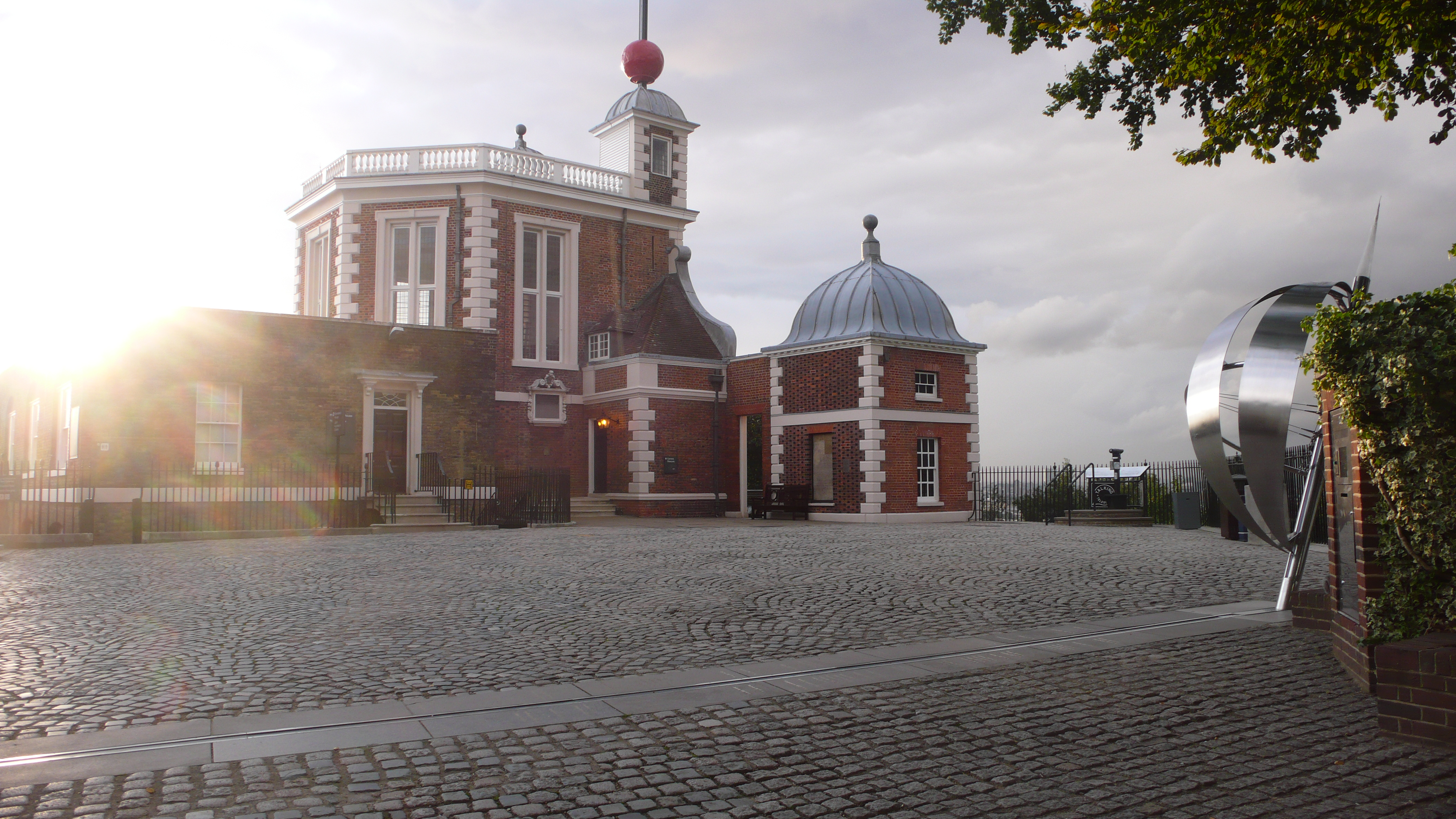
Královská observatoř Greenwich

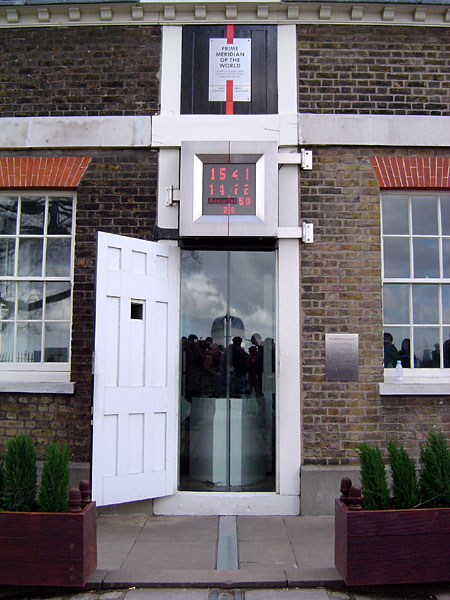
Základní poledník v Greenwichi

Základní poledník nebo též nultý poledník (anglicky prime meridian) je poledník, od kterého se počítá zeměpisná délka. Zemský základní poledník prochází Královskou observatoří v Greenwichi v Anglii (dnes jižní předměstí Londýna), podle toho se nazývá též Greenwichský poledník. K jeho definici byl použit Airyho pasážník greenwichské hvězdárny.

## Historie
Od počátků astronomie bylo její důležitou aplikací měření času a využití nebeských těles pro navigaci. Pravý sluneční čas je v každém místě svázán s místním poledníkem. Zavedení jednotného času na větším území proto nutně souvisí se stanovením význačného poledníku. 

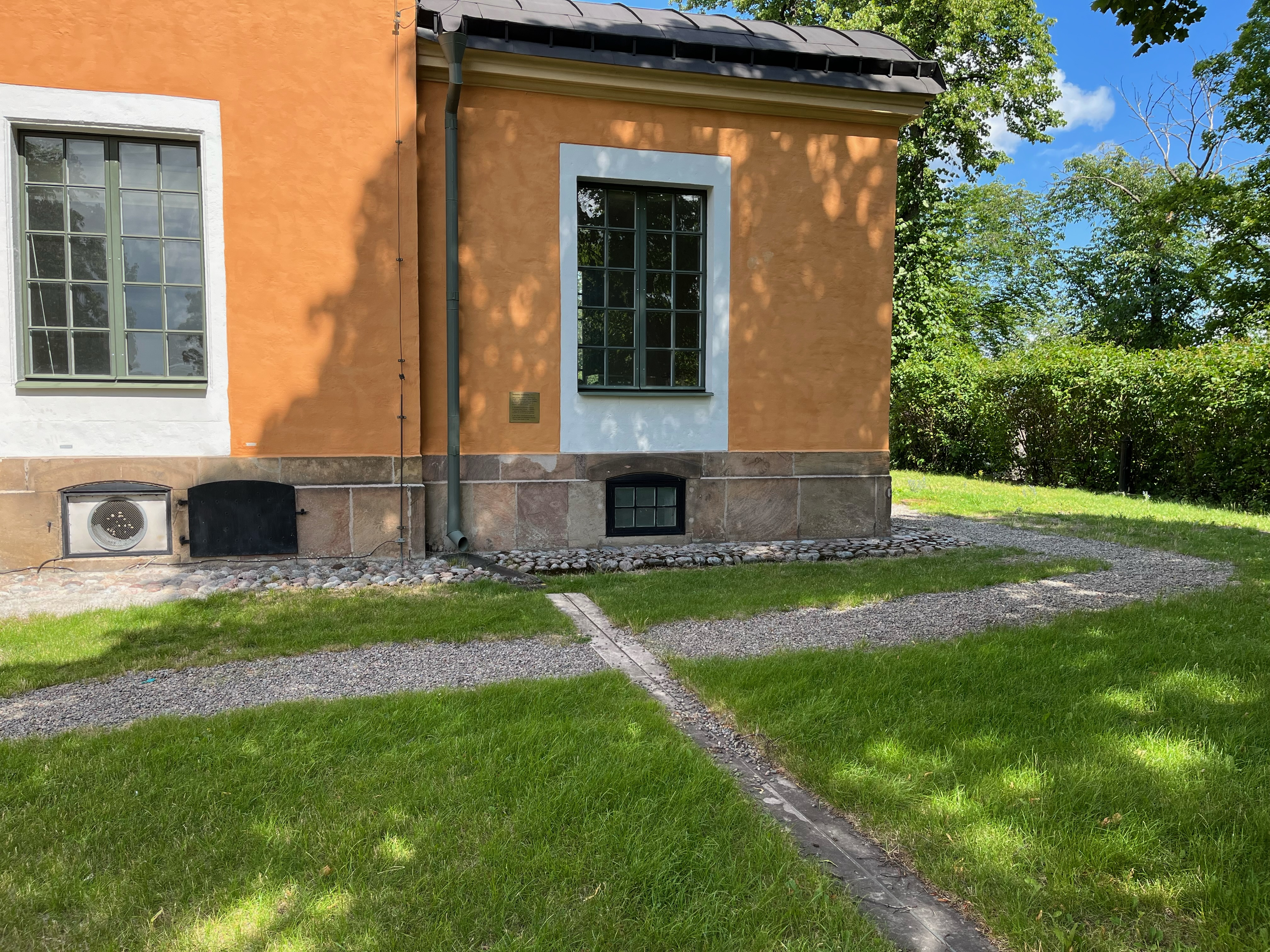
Stockholmský nultý poledník

### Staré systémy

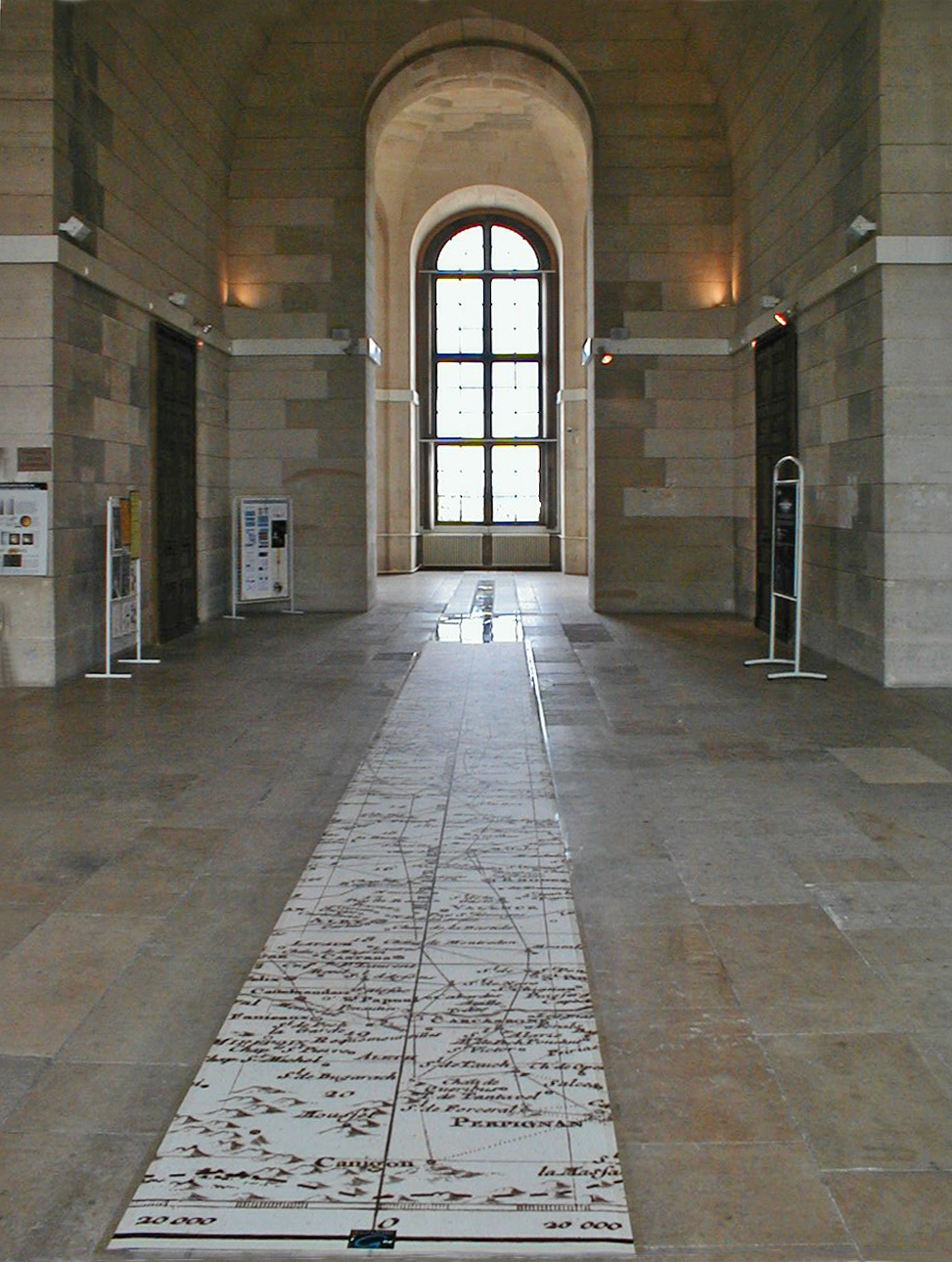
Pařížský poledník

Dříve se jako vztažný bod pro základní poledník používal zejména západní mys ostrova El Hierro (starým názvem Ferro, součást Kanárských ostrovů), v české literatuře označovaný jako ferrský poledník, který byl přibližně definován jako bod 20° na západ od Paříže (ve skutečnosti přesně 20°23'9"; tj. 18°08'51" západně od Greenwiche). Šlo o bod považovaný za nejzápadnější místo „Starého světa“. 
Další užívané základní poledníky byly podle různých metropolí resp. jejich hvězdáren – Kodaň, Paříž (2°20'14" východně od Greenwiche), Petrohrad (Pulkovský poledník procházející hvězdárnou Pulkovo, 30°19'42,09" východně od Greenwiche), Řím (12°27'08,04" východně od Greenwiche), Jeruzalém, Pisa či Philadelphia.
Historicky vzniklo mnoho úředních časů a mnoho s nimi svázaných poledníků, k takovým patří například i pražský a bratislavský poledník. Rovněž každá koloniální mocnost si zvolila svůj systém souřadnic s vlastním základním poledníkem pro účely navigace. Vývoj techniky a dopravy si však koncem 19. století vynutil přijetí jednotného systému měření času a zeměpisné délky.

### Mezinárodní meridiánová konference
Poledník, který je základní v dnešním systému používán, byl určen na zvláštní konferenci (International Meridian Conference) pořádané v říjnu 1884 ve Washingtonu, na které se sešlo 41 delegátů z 25 zemí.
Na konferenci byly přijaty tyto základní principy:
1. Bylo by vhodné přijmout jeden světový poledník a nahradit tak všechny dosud existující.
2. Poledník procházející hlavním pasážníkem na Greenwichské hvězdárně by měl být stanoven jako „počáteční poledník“.
3. Všechny zeměpisné délky v rozmezí 180° na východ i na západ by měly být počítány od tohoto poledníku.
4. Všechny země by měly přijmout univerzální den.
5. Za univerzální den by měl být stanoven střední sluneční den, který začíná o půlnoci středního slunečního času v Greenwichi a má 24 hodiny.
6. Nautický a astronomický den by všude měly začínat o střední půlnoci.
7. Měly by být podporovány všechny technické studie regulující a rozšiřující používání desítkového systému na dělení času a prostoru.

Rezoluce č. 2, zavádějící základní poledník v Greenwichi, prošla hlasováním v poměru 22:1. Santo Domingo (nyní Dominikánská republika) hlasovalo proti, Francie a Brazílie se zdržely. Francie pak přijala tento systém až roku 1911.

## Světový čas
Podle greenwichské hvězdárny a poledníku se světový čas tradičně označoval jako Greenwich Mean Time (GMT). Vzhledem k jemným pohybům zemské kůry by však definování souřadného systému polohou pasážníku bylo dlouhodobě problematické. V současnosti se proto k zafixování zeměpisných souřadnic používá jiné metody. 
Základní souřadnicí, která v definici vystupuje, je čas UTC (Universal Time Coordinate), který je s korekcí na nerovnoměrnost zemské rotace vztažen k času TAI. Čas TAI udržuje soubor atomových hodin. Prostorové souřadnice pak vzhledem k času určuje standard International Terrestrial Reference System. Tak se získá vztažná soustava, která je v SI jednotkách a se středem v těžišti Země. Praktickou realizací standardu je International Terrestrial Reference Frame, což je soustava bodů s co nejpřesněji určenými souřadnicemi vzhledem k ITRS. K měření se používají dráhy družic a systém nebeských souřadnic, navázaný ke vzdáleným kvasarům. Význačný poledník tohoto systému, International Reference Meridian (IRM), je od Airyho poledníku posunutý o 102 metrů východně (rozdíl se s časem mění). 
Vztah IRM a Greenwichského základního poledníku co se „definičnosti“ týče je dosti komplikovaný. Nesporné je, že základní poledník má výrazně větší historický význam, ale pro praktické účely je dnes důležitější IRM.

### Datová hranice
Důsledkem odvození světového času od základního poledníku byl vznik datové hranice na opačné straně Země, tedy na 180. stupni zeměpisné délky. Skutečná datová hranice tento poledník kopíruje jen rámcově, odchyluje se na obě strany podle státních teritorií. 
Výhodou stanovení základního poledníku přes Greenwich (stejně by to ovšem platilo pro zmíněnou Paříž, Kodaň a jiná evropská města) je skutečnost, že jeho opačný poledník vede vesměs liduprázdnými oblastmi Tichého oceánu, což je pro datovou hranici optimální. Zhruba také vede přirozeným kontinentálním rozhraním mezi Asií a Amerikou.

## Místa na základním poledníku
Základní poledník prochází západní Evropou, západní Afrikou a (tak jako všechny poledníky) Antarktidou. Prochází od severu těmito moři a územími:
- Severní ledový oceán
  - Grónské moře
  - Norské moře
- Severní moře
- Spojené království – města Louth, Boston, Londýn, Lewes
- Lamanšský průliv
- Francie – Argentan, blízko Le Havre, Tarbes a Lurd (5 km)
- Španělsko – města Castellón de la Plana, Calp
- Středozemní moře
- Alžírsko – nedaleko Mostaganemu a Timimounu
- Mali – Gao (letiště)
- Burkina Faso – Dori, Cinkansé
- Togo – Cinkassé
- Ghana – Yendi, Tema (aglomerace Akkry)
- Guinejský záliv
- jižní Atlantský oceán
  - relativně nedaleko Bouvetova ostrova (asi 250 km)
- Jižní oceán
- Antarktida – země královny Maud

## Jiná vesmírná tělesa
Při popisu jiných nebeských těles se používají obdobně arbitrárně definované základní poledníky. Např. základní poledník Měsíce leží přesně uprostřed jeho přivrácené strany (ze Země tedy vidíme jeho povrch zhruba do 90° západní a východní délky). Nultý poledník na Marsu prochází kráterem Airy-0.